# Йорк-Гарбор
Йорк-Гарбор (англ. York Harbour) — містечко в Канаді, у провінції Ньюфаундленд і Лабрадор.

## Населення
За даними перепису 2016 року, містечко нараховувало 344 особи, показавши скорочення на 0,9%, порівняно з 2011-м роком. Середня густина населення становила 24,8 осіб/км².
З офіційних мов обидвома одночасно володіли 10 жителів, тільки англійською — 340.
Працездатне населення становило 41,4% усього населення, рівень безробіття — 24,1% (23,1% серед чоловіків та 25% серед жінок). 93,1% осіб були найманими працівниками, а 6,9% — самозайнятими.

## Клімат
Середня річна температура становить 3,5°C, середня максимальна – 19°C, а середня мінімальна – -13,1°C. Середня річна кількість опадів – 1 399 мм.
| Клімат поселення                              | Клімат поселення | Клімат поселення | Клімат поселення | Клімат поселення | Клімат поселення | Клімат поселення | Клімат поселення | Клімат поселення | Клімат поселення | Клімат поселення | Клімат поселення | Клімат поселення | Клімат поселення |
| Показник                                      | Січ.             | Лют.             | Бер.             | Квіт.            | Трав.            | Черв.            | Лип.             | Серп.            | Вер.             | Жовт.            | Лист.            | Груд.            |                  |
| Середній максимум, °C                         | −2,5             | −3,4             | 0,22             | 5,54             | 10,76            | 15,72            | 18,92            | 19,03            | 14,27            | 8,84             | 4,06             | −1,33            |                  |
| Середня температура, °C                       | −7,34            | −8,25            | −4,62            | 0,68             | 5,91             | 10,88            | 15,69            | 15,77            | 11,01            | 5,59             | 0,80             | −4,59            |                  |
| Середній мінімум, °C                          | −12,2            | −13,11           | −9,46            | −4,17            | 1,06             | 6,01             | 12,43            | 12,52            | 7,75             | 2,33             | −2,46            | −7,85            |                  |
| Норма опадів, мм                              | 145              | 102              | 88               | 68               | 92               | 107              | 107              | 125              | 139              | 143              | 140              | 143              |                  |
| Середньомісячна швидкість вітру, м/с          | 5.40             | 5.08             | 5.08             | 4.82             | 4.37             | 4.13             | 3.79             | 3.93             | 4.32             | 4.58             | 4.87             | 5.20             |                  |
| Середньомісячна сонячна радіація, кДж/м²·день | 3510             | 6516             | 10774            | 14673            | 17866            | 19390            | 18714            | 15888            | 11623            | 6952             | 3741             | 2635             |                  |
| --------------------------------------------- | ---------------- | ---------------- | ---------------- | ---------------- | ---------------- | ---------------- | ---------------- | ---------------- | ---------------- | ---------------- | ---------------- | ---------------- | ---------------- |
| Джерело:                                      |                  |                  |                  |                  |                  |                  |                  |                  |                  |                  |                  |                  |                  |